# Chilecebus
Chilecebus é um gênero de macaco do Novo Mundo que ocorreu no Chile, durante o Mioceno Inferior, há cerca de 20 milhões de anos. Pesava cerca de 600 g.